# Протока (посёлок)
Протока — опустевший  посёлок в Усть-Вымском районе Республики Коми России. Входит в состав сельского поселения «Мадмас».
Посёлок Протока расположен в 3,5 км на север-северо-восток от посёлка Мадмас и в 1 км к юго-западу от паромной переправы через Вычегду «Мадмас — Межег».

## Население
| 2010 |
| ---- |
| 0    |